# Wilhelm von Malmesbury

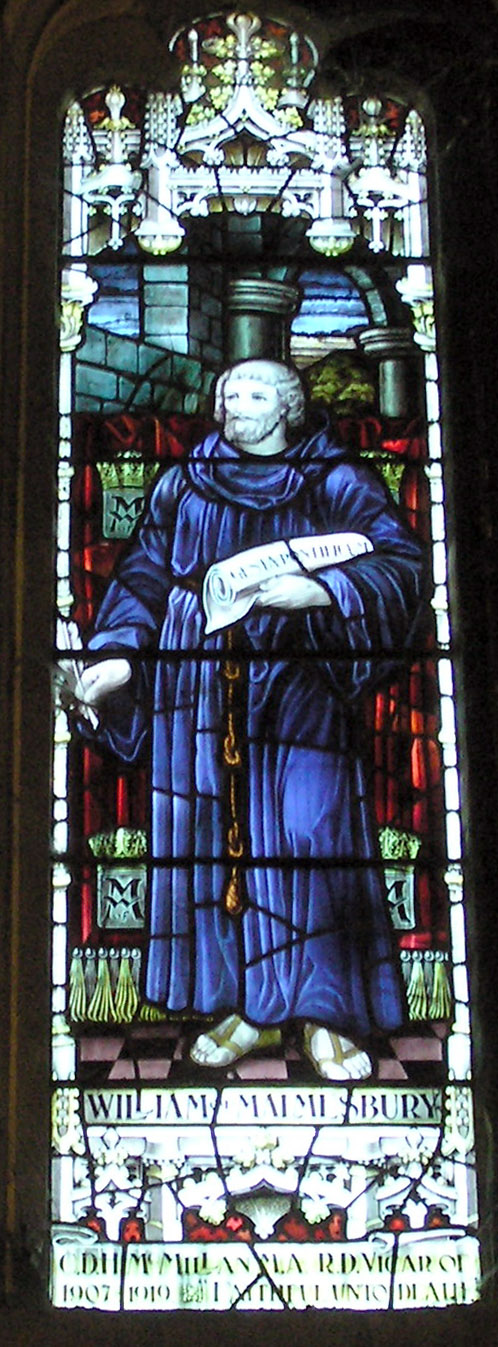
Glasfenster in Malmesbury Abbey mit dem Abbild Wilhelms

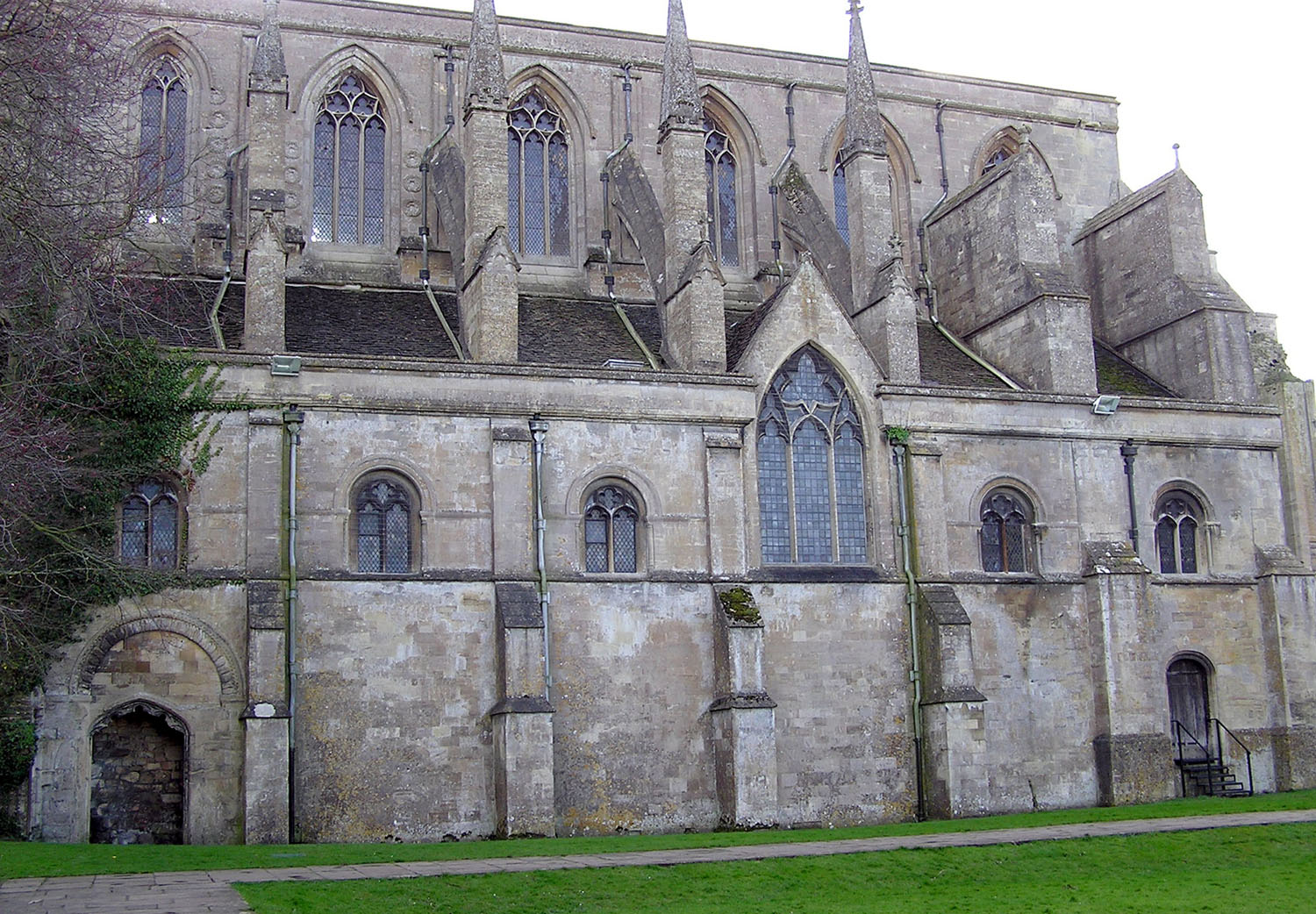
Malmesbury Abbey in Wiltshire, England – die Abtei wurde 1180 fertiggestellt und ist heute die Pfarrkirche von Malmesbury

Wilhelm von Malmesbury (* um 1080/1095 in Wiltshire; † um 1143) war ein englischer Geschichtsschreiber, Sohn eines Normannen und einer Engländerin und Mönch in Malmesbury Abbey.

## Biographie
Wilhelms Erziehung, die er in Malmesbury Abbey genoss, umfasste auch oberflächlich Logik und Physik, in erster Linie jedoch widmete er sich der Moralphilosophie und vor allem der Geschichte. Er stellte eine Sammlung mittelalterlicher Erzählungen zusammen und schrieb einen populären Bericht über englische Geschichte, der auf der Historia ecclesiastica gentis Anglorum (Kirchengeschichte des englischen Volkes) des Beda beruhte.
Als Fortsetzung verfasste er um 1120 die Gesta regum Anglorum, die Taten der englischen Könige (449–1127), die heute bei modernen Gelehrten als eines der großen Werke englischer Geschichtsschreibung gilt. Das Werk enthält auch die Beschreibung eines frühen Flugversuches seines Mönchbruders Eilmer von Malmesbury, der als historisch betrachtet wird.
Ihr folgten 1125 die Gesta pontificum Anglorum (Taten der englischen Bischöfe). Anschließend schrieb Wilhelm über theologische Themen. Eine Überarbeitung der Gesta regum anglorum aus dem Jahr 1127 widmete er dem Grafen Robert von Gloucester.
Wilhelm schloss Bekanntschaft mit dem Bischof Roger von Salisbury, der in Malmesbury eine Burg hatte, aufgrund derer er 1140 vielleicht die Abtei Malmesbury angeboten bekam. Wilhelm lehnte ab und zog es vor, Gelehrter zu bleiben. Seinen einzigen öffentlichen Auftritt hatte er 1141 auf dem Konzil von Winchester, bei dem sich der Klerus auf die Seite der Kaiserin Mathilde stellte. Zu dieser Zeit schrieb er die Historia Novella (Neue Geschichte (1128–1142)), in der er über die Ereignisse seit 1125 berichtet, darunter auch die Anarchie unter König Stephan. Diese Arbeit schließt abrupt mit dem Ende des Jahres 1142 und dem nicht eingelösten Versprechen einer Fortsetzung – vermutlich starb Wilhelm, bevor er die Arbeit wieder aufnehmen konnte.

## Bedeutung
Wilhelm von Malmesbury wird als einer der besten englischen Geschichtsschreiber seiner Zeit angesehen. John Milton äußerte die Meinung, er sei sowohl dem Stil als auch dem Urteil nach („both for style and judgment“) bei weitem der beste Schreiber von allen („by far the best writer of all“) Chronisten des 12. Jahrhunderts. Ein starker lateinischer Stilist mit literarischem und historiographischem Instinkt und – für seine Zeit – bemerkenswertem Klang. Er ist für die Zeit ab 1066 eine Autorität von beachtlichem Wert; viele Anekdoten und scharfsinnige Urteile zu Personen und Ereignissen können seinen Werken entnommen werden.

## Werke
- Gesta Regum Anglorum, Band I, herausgegeben und übersetzt von Roger A. B. Mynors. Oxford University Press, Oxford 1998, ISBN 0-19-820678-X.
- Gesta Regum Anglorum, Band II: Allgemeine Einführung und Kommentar, R. M. Thomson und M. Winterbottom. Oxford University Press, Oxford 1999, ISBN 0-19-820682-8.
- Saints’ Lives, herausgegeben von M. Winterbottom und R. M. Thomson. Oxford University Press, Oxford 2002, ISBN 0-19-820709-3.
- Historia Novella, herausgegeben von Edmund King, übersetzt von K. R. Potter. Oxford University Press, Oxford 1999, ISBN 0-19-820192-3.
- Chronicle of the Kings of England, Übersetzung von Rev. John Sharpe, 1815, J.A. Giles (Hrsg.). George Bell and Sons, London 1904 (archive.org).
- The Deeds of the Bishops of England [Gesta Pontificum Anglorum], übersetzt von David Preest. Boydell Press, Woodbridge 2002, ISBN 0-85115-884-6.